# Parabombylius septentrionalis
Parabombylius septentrionalis is een vliegensoort uit de familie van de wolzwevers (Bombyliidae). De wetenschappelijke naam van de soort is voor het eerst geldig gepubliceerd in 1981 door Hall and Evenhuis.